# Weissov zakon cone
Weissov zakon cone v kristalografiji pravi: če mrežni vektor [uvw] leži na ravnini (hkl), mora biti izpolnjen naslednji pogoj:
hu + kv +lw = 0.
Zakon je dobil ime po njegovem odkritelju, nemškemu mineralogu in kristalografu Christianu  Samuelu Weissu (1780-1856). 

## Razlaga
Kateri koli dve nevzporedni ravnini se sekata na premici. V kristalu se vsaka ravnina iz seta ravnin (h1k1l1)  seka z vsako ravnino iz seta ravnin (h2k2l2) na premici, ki je vzporedna s smerjo [uvw], za katero velja, da je
u = k1l2 - l1k2
v = l1h2 - h1l2
w = h1k2-k1h2
Premica [uvw] se imenuje os cone obeh setov ravnin. Ravnine osi cone [uvw] morajo izpolnjevati Weissov zakon cone, ki pravi, da je 
hu + kv +lw = 0
Izraz se je sprva uvedel in uporabljal samo v kubičnih kristalnih sistemih, kjer se lahko izrazi kot skalarni produkt [uvw] in normale na ravnino [hkl]. Weissov zakon cone seveda velja za vse pravokotne in nepravokotne kristalne mreža.  

## Vira
- Zone Axes and the Zone Law
- Meta Dobnikar, Kristalografija (KP4)